# Yiwu flygplats

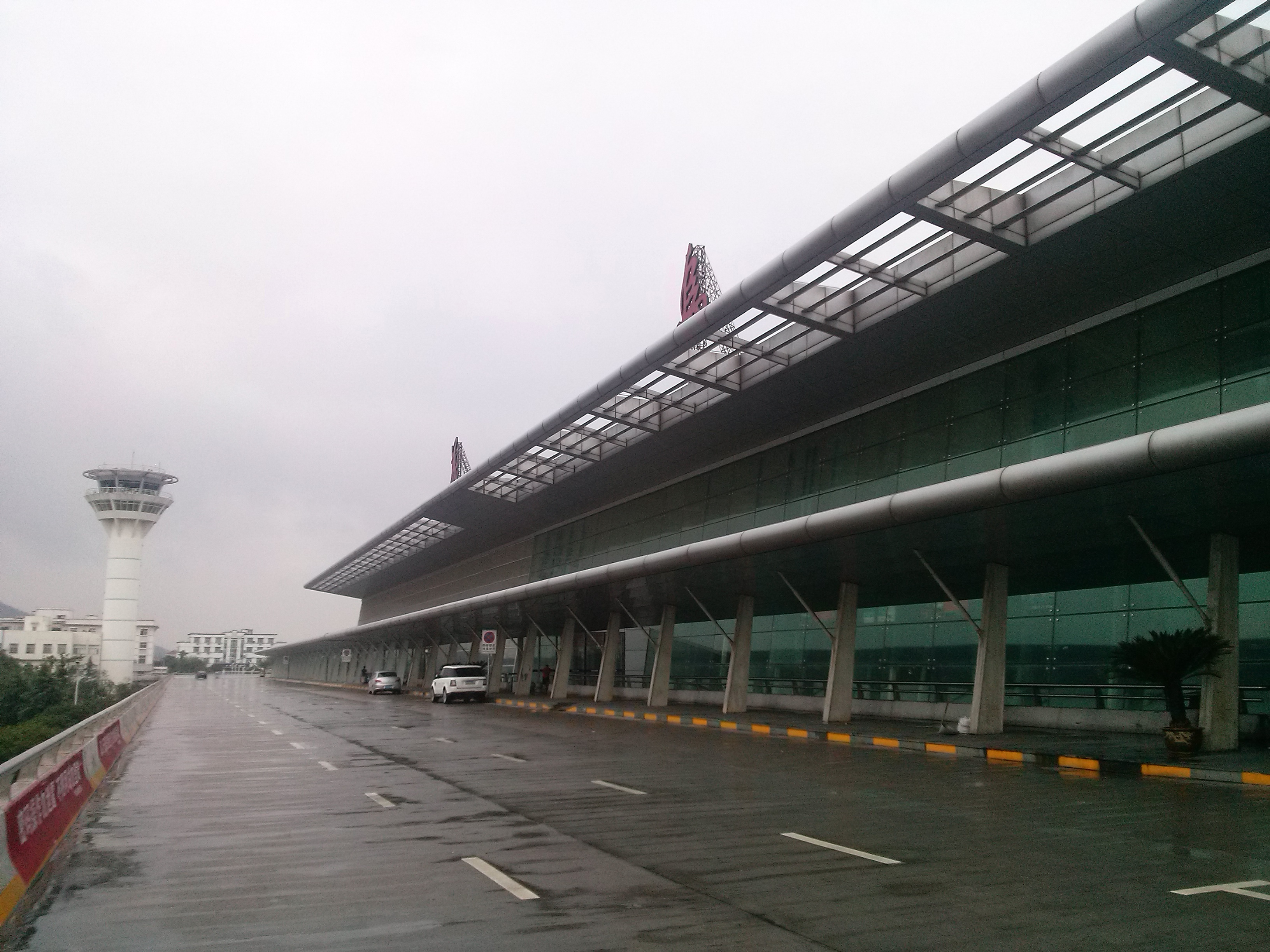

Yiwu flygplats (förenklad kinesiska: 义乌机场) är en flygplats i Yiwu, Zhejiang, Kina. Den ligger 5,5 km nordväst om Yiwu och 51 km från Jinhua. Flygplatsen är den största i mellanvästra delen av Zhejiang-provinsen och landningsbanan kan ta emot större flygplan såsom MD-82, B-737 och A-320. I januari 2009 öppnades en ny terminal vid flygplatsen. 

## Flygbolag och destinationer
- China Southern Airlines: Beijing-Capital, Changsha, Guangzhou, Hongkong, Kunming, Shantou, Shenzhen, Wuhan, Xiamen, Zhengzhou[1]
- Shenzhen Airlines: Quanzhou, Guangzhou[1]
- Sichuan Airlines: Changsha, Chengdu[1]